# Ba Mamadou Mbaré
Ba Mamadou Samba Bakar, més conegut com a Ba Mamadou Mbaré, (Waly Diantang, Mauritània, 1946 - París, 11 de gener de 2013) fou un polític maurità, que va exercir el càrrec de President de Mauritània de forma interina entre el 15 d'abril i el 5 d'agost de 2009. Com a president del Senat, succeí a Mohamed Ould Abdel Aziz, com a cap d'estat el 15 d'abril de 2009, quan Abdel Aziz renuncià per a participar en les eleccions presidencials de juny de 2009.